# Spojil
Spojil település Csehországban, a Pardubicei járásban. Spojil Pardubice településekkel határos. Lakosainak száma 514 fő (2024. január 1.).

## Népesség
A település lakosságának változását az alábbi diagram mutatja:
| Lakosok száma | 193  | 197  | 190  | 189  | 224  | 482  | 485  | 515  | 587  | 514  |
|               | 1869 | 1900 | 1921 | 1961 | 1980 | 2011 | 2016 | 2019 | 2021 | 2024 |